# Lucie Smutná
Lucie Smutná (ur. 14 kwietnia 1991 w Libercu) – czeska siatkarka, reprezentantka kraju, grająca na pozycji rozgrywającej. 

## Sukcesy klubowe
Mistrzostwo Czech:
- 2012, 2021

Puchar CEV:
- 2019

Mistrzostwo Rumunii:
- 2019

Puchar Rumunii:
- 2019